# لوان سانتانا
لوان رافائيل دومينغوس سانتانا (من مواليد 13 مارس 1991) مغني وكاتب أغاني برازيلي. كان ألبومه المباشر الأول من أكثر الكتب مبيعًا خلال عام 2010 ، حيث باع أكثر من 100،000 نسخة. تم تسجيل ألبومه الثاني على الهواء مباشرة في ديسمبر 2010 في HSBC Arena في ريو دي جانيرو وصدر في عام 2011. الأغنية الفردية الأولى ، "Adrenalina" ، وهي الأغنية التي احتلت المركز الأول في قوائم Billboard. الأغنية المنفردة الثانية من هذا الألبوم ، "Química Do Amor" ، تضم المطربة باهيان إيفيت سانجالو.

## روابط خارجية
- لوان سانتانا على موقع IMDb (الإنجليزية)
- لوان سانتانا على موقع ميوزك برينز (الإنجليزية)
- لوان سانتانا على موقع أول ميوزيك (الإنجليزية)
- لوان سانتانا على موقع ديسكوغز (الإنجليزية)